# نافذة مفتوحة (فلم)
نافذة مفتوحة (بالفرنسية: Une Fenêtre ouverte) هو فيلم وثائقي سنغالي صدر عام 2005.

## القصّة
هل يمكن وصف الجنونـ؟ وهل يُمكن التعبير عن الألم الذي يترتب عليه؟ في عام 1994، عندما كانت على وشك الوقوع فريسةً لمرضها، التقت خدي سيلا بأمينتا نغوم التي أظهرت جنونها بحريّة ودون خوف. خلال سنوات معاناتها تلك، كانت أمينتا نافذتها على العالم.

## الجوائز
عُرض الفيلم الوثائقيّ في مهرجان سينمائيّ محليّ في مدينة مرسيليا بدولة فرنسا عام 2005، كما عُرض الفيلم في مهرجان سينمائي محليّ في مدينة بروكسل بدولة بلجيكا عام 2006.

## رابط خارجي
- نافذة مفتوحة  في قاعدة بيانات الأفلام على الإنترنت (بالإنجليزية)